# Bedarfsanalyse
Die Bedarfsanalyse ist eine Analysenart zur Feststellung des Bedarfs an Waren, Dienstleistungen oder Personal in einer bestimmten Region, einer bestimmten Personengruppe oder in einem bestimmten Zeitraum.
Bedarfsanalysen können die Bedürfnisse von Menschen, Tieren oder auch von juristischen Personen aufzeigen. Sie müssen von den Bedarfsermittlungen, die zur Ermittlung von Verbrauchsmaterial genutzt werden, unterschieden werden. Bedarfsanalysen helfen zum Beispiel dem Staat, festzulegen, wie viele Kindergartenplätze er zur Verfügung stellen soll oder wie viele Lebensmittel er für den Katastrophenfall pro Person vorrätig halten sollte, um eine Versorgung über den Zeitraum X sicherzustellen.